# Tronsanges
Tronsanges és un municipi francès, situat al departament del Nièvre i a la regió de Borgonya - Franc Comtat. L'any 2007 tenia 361 habitants.

## Demografia

### Població
El 2007 la població de fet de Tronsanges era de 361 persones. Hi havia 152 famílies, de les quals 39 eren unipersonals (16 homes vivint sols i 23 dones vivint soles), 54 parelles sense fills, 51 parelles amb fills i 8 famílies monoparentals amb fills.
La població ha evolucionat segons el següent gràfic:
Habitants censats

### Habitatges
El 2007 hi havia 187 habitatges, 149 eren l'habitatge principal de la família, 14 eren segones residències i 24 estaven desocupats. 182 eren cases i 4 eren apartaments. Dels 149 habitatges principals, 133 estaven ocupats pels seus propietaris, 14 estaven llogats i ocupats pels llogaters i 2 estaven cedits a títol gratuït; 1 tenia una cambra, 4 en tenien dues, 17 en tenien tres, 50 en tenien quatre i 78 en tenien cinc o més. 116 habitatges disposaven pel capbaix d'una plaça de pàrquing. A 54 habitatges hi havia un automòbil i a 83 n'hi havia dos o més.

### Piràmide de població
La piràmide de població per edats i sexe el 2009 era:
| Homes | Edats   | Dones |
| ----- | ------- | ----- |
| 0     | 95 o +  | 0     |
| 0     | 90 a 94 | 8     |
| 0     | 85 a 89 | 4     |
| 4     | 80 a 84 | 8     |
| 4     | 75 a 79 | 0     |
| 20    | 70 a 74 | 4     |
| 0     | 65 a 69 | 16    |
| 4     | 60 a 64 | 4     |
| 12    | 55 a 59 | 4     |
| 20    | 50 a 54 | 24    |
| 12    | 45 a 49 | 12    |
| 28    | 40 a 44 | 16    |
| 12    | 35 a 39 | 8     |
| 0     | 30 a 34 | 12    |
| 20    | 25 a 29 | 0     |
| 8     | 20 a 24 | 4     |
| 8     | 15 a 19 | 8     |
| 12    | 10 a 14 | 8     |
| 8     | 5 a 9   | 4     |
| 8     | 0 a 4   | 0     |

## Economia
El 2007 la població en edat de treballar era de 234 persones, 193 eren actives i 41 eren inactives. De les 193 persones actives 179 estaven ocupades (98 homes i 81 dones) i 15 estaven aturades (5 homes i 10 dones). De les 41 persones inactives 24 estaven jubilades, 6 estaven estudiant i 11 estaven classificades com a «altres inactius».

### Ingressos
El 2009 a Tronsanges hi havia 155 unitats fiscals que integraven 374 persones, la mediana anual d'ingressos fiscals per persona era de 17.940 €.

### Activitats econòmiques
Dels 14 establiments que hi havia el 2007, 1 era d'una empresa de fabricació d'altres productes industrials, 3 d'empreses de construcció, 2 d'empreses de comerç i reparació d'automòbils, 1 d'una empresa de transport, 5 d'empreses d'hostatgeria i restauració i 2 d'empreses de serveis.
Dels 7 establiments de servei als particulars que hi havia el 2009, 1 era un taller de reparació d'automòbils i de material agrícola, 2 paletes, 1 lampisteria i 3 restaurants.
L'any 2000 a Tronsanges hi havia 8 explotacions agrícoles que ocupaven un total de 712 hectàrees.

## Equipaments sanitaris i escolars
El 2009 hi havia una escola elemental integrada dins d'un grup escolar amb les comunes properes formant una escola dispersa.

## Poblacions més properes
El següent diagrama mostra les poblacions més properes.